# هوارد وولويتز
هوارد جويل وولويتز (بالإنجليزية: Howard Joel Wolowitz)‏ هو شخصية خيالية في المسلسل التلفزيوني الأمريكي نظرية الانفجار العظيم والذي يمثل دوره الممثل سيمون هيلبرغ.
```
هوارد هو إحدى الشخصيات الرئيسية في المسلسل ، تزوج من عالمة 
الأحياء الدقيقة
 بيرناديت روستينكاوسكي الذي لم يحصل على 
درجة الدكتوراه
،والدي ولا زال يقطن مع والدته إلى أن تزوج ويعتقد بأنه مثار إعجاب الفتيات. كما يعتبر الشخصية الوحيدة التي زارت 
محطة الفضاء الدولية
.
```